# Или (село)
Или́ — село в Куйтунском районе Иркутской области России. Входит в состав Лермонтовского сельского поселения.

## География
Село расположено на левом берегу реки Или (левый приток Кимильтея, бассейн Оки), на расстоянии 26 км к юго-западу от посёлка городского типа Куйтун, административного центра района.

## История
После пожара 1870 года в Куйтуне, многие жители переселились в Кузьмину заимку, впоследствии ставшую селом Старые
Или. В селе имелась деревянная часовня. В 1888 году ее освятили во имя Параскевы Пятницы. Новые Или располагалось недалеко от деревни 3-я Станица в сторону Апраксино. Основано оно в 1902 (по архивным данным Новосибирского архива). Первопоселенцами были выходцы из Белоруссии, Украины, с Кубани и западных районов России. Село было большое, с добротный домами и многолюдное. По данным переписи в 1913-1917 годах проживало 310 мужчин и 299 женщин, размещалось 97 дворов. Все имели собственное хозяйство. 
С приходом коллективизации образовался колхоз «Искра труда». В 1938 году открыли родильный дом, в 1940-м - построили конюшню, работала свиноферма, ферма КРС, телята, овцеферма, птичник, кузница, пасека, маслозавод. Из конопли делали верёвки, шпагат, ткали полотна и шили мешки. 
Так же вне колхоза работали пилорама, мельница.  
В селе имелось пара магазинов, сельпо, клуб, почта, местный радиоузел. Работал медпункт.
В 1964 году открыла свои двери восьмилетняя школа.

## Население
| 2002 | 2010 | 2011 | 2012 |
| ---- | ---- | ---- | ---- |
| 259  | ↘143 | ↘142 | ↘141 |

### Половой состав
По данным Всероссийской переписи, в 2010 году в селе проживали 143 человека (69 мужчин и 74 женщины).